# Рид, Берил
Берил Элизабет Рид (англ. Beryl Elizabeth Reid, 17 июня 1919, Херефорд, Западный Мидленд — 13 октября 1996, Слау, Юго-Восточная Англия или Wexham, Юго-Восточная Англия) — британская актриса.

## Биография
Берил Рид родилась 17 июня 1919 года в английском городе Херефорд в семье шотландцев, а детство провела в Манчестере. В 16 лет Рид бросила школу, посвятив себя работе в мюзик-холле. Специального актёрского образования она получать так и не стала, но несмотря на это добилась заметных успехов в данном направлении, став из одной участниц труппы Королевского национального театра. В конце 1940-х актриса дебютировала на телевидении, а в 1954 году она впервые появилась на большом экране в фильме «Красотки из Сент-Триниан» (1954). Далее последовали роли в картинах «Подкоп в обе стороны» (1960), «Процесс и ошибка» (1962), «Звезда!» (1968) и «Инспектор Клузо» (1968).
В 1964 году Берил Рид исполнила главную роль на Вест-Энде в пьесе «Убийство сестры Джордж», вызвавшую много споров из-за скрытой в ней темы лесбиянства главной героини. Спустя два года актриса воплотила ту же роль в одноимённой постановке на Бродвее, которая принесла ей театральную премию «Тони», а в 1968 году сыграла главную роль в экранизации пьесы, за роль в которой была выдвинута на «Золотой глобус». В дальнейшие годы Рид продолжала работать как в кино, так и на телевидении, появившись в таких фильмах как «Бюро убийств» (1969), «Джозеф Эндрюс» (1977), «Жёлтая борода» (1983) и «Доктор и дьяволы» (1985), а за роль в мини-сериале «Люди Смайли» в 1983 году была удостоена премии «BAFTA». В 1986 году за свои заслуги в актёрской карьере Рид была удостоена Ордена Британской империи из рук королевы Елизаветы II.
Актриса дважды была замужем, но оба брака закончились разводом, при этом детей у неё не было. Последние годы жизни актриса страдала от остеопороза, а 13 октября 1996 года она скончалась после операции на колене и осложнений пневмонии в клинике Бакингемшира в возрасте 77 лет.

## Награды
- Телевизионная премия BAFTA 1983 — «Лучшая актриса» («Люди Смайли»)
- Тони 1967 — «Лучшая актриса в пьесе» («Убийство сестры Джордж»)